# Boże
Boże [ˈbɔʐɛ] (deutsch Bosemb, 1938–1945 Bussen) ist ein Dorf in der polnischen Woiwodschaft Ermland-Masuren, das zur Gmina Mrągowo (Landgemeinde Sensburg) im Powiat Mrągowo (Kreis Sensburg) gehört.

## Geographische Lage
Die Ortschaft liegt im ehemaligen Ostpreußen in der Landschaft Ermland-Masuren, elf Kilometer nordöstlich der Kleinstadt Mrągowo (Sensburg) an einer Nebenstraße, die von Szestno (Seehesten) an der Woiwodschaftsstraße 591 über Wyszembork (Weißenburg) nach Szczerzbowo (Talhausen) und Słabowo (Slabowen, 1928–1945 Langenwiese) führt. Bis 1966 war Wyszembork die nächste Bahnstation an der Bahnstrecke von Kętrzyn (Rastenburg) nach Mrągowo, die bis 1945 von den Rastenburger Kleinbahnen betrieben wurde, jetzt aber aufgegeben ist.
Westlich der Ortschaft liegt der Bosember See.

## Geschichte

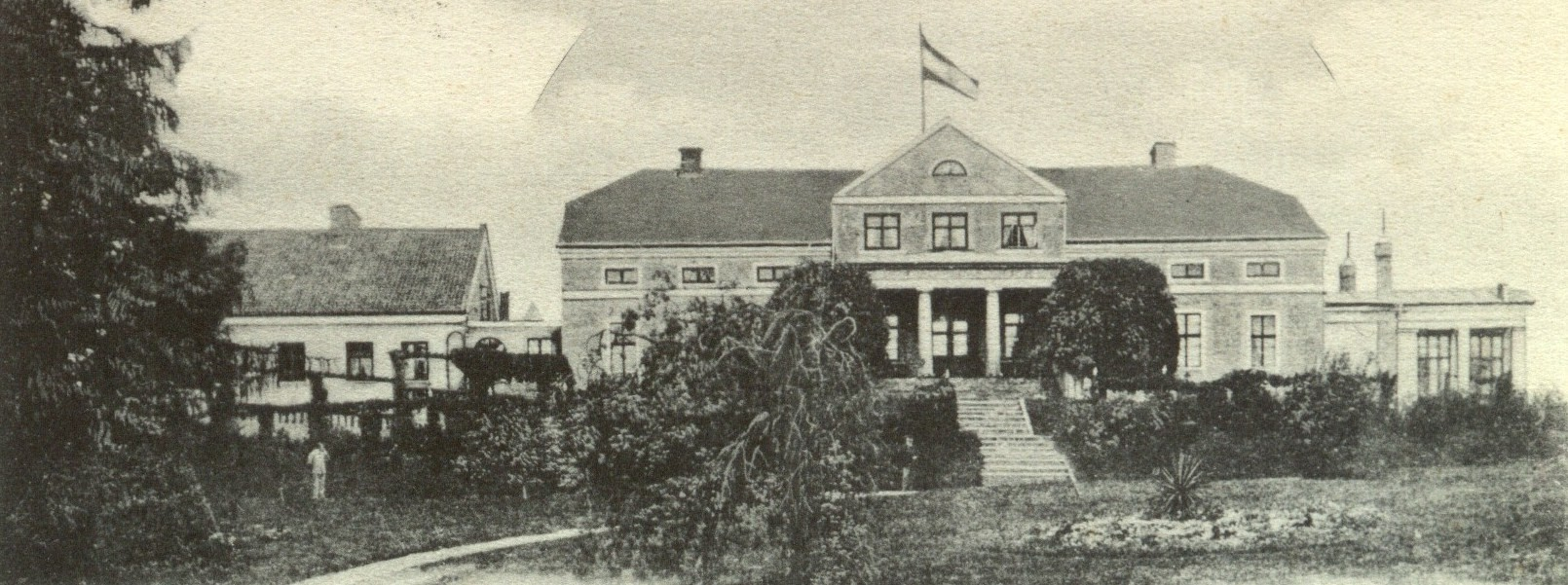
Gutshaus des Ritterguts Bosemb (Aufnahme 1902)

Das Dorf wurde im Jahre 1370 als Freigut nach Kulmer Recht gegründet, nachdem der Hochmeister des Deutschen Ordens Winrich von Kniprode die Stelle mit einer Fläche von zwölf Hufen an eine Familie Reimann als für die weitere Besiedlung zuständige Lokatoren übertrug.
Der Name ist in ersten Quellen mit Bosin vermerkt und vermutlich altpreußischen Ursprungs. Auch eine Ableitung aus dem Niederländischen ist aufgrund vieler bei der Ostkolonisation von dort stammender Siedler denkbar, da bos dort das Wort für Wald ist. In diese Richtung geht auch die spätere Umbenennung des früheren Vorwerks Klein Bosem in Waldhausen. Eine andere Erklärung ist, dass der Ort nach der ursprünglich schwäbischen Heimat der Familie Reimann benannt wurde, wo es ganz in der Nähe das Schloss Bussen an der Donau gab.
1490 ging das Dorf in den Besitz von Hans von Zantern über. Eine kleine Kirche im Dorf ist erstmals 1531 erwähnt, gab es aber vermutlich schon vorher. Erwähnung findet auch eine Wassermühle. 1567 übernahm den Ort eine Familie von Schlubhut. Um 1737 wurde neben der Kirche eine Dorfschule eingerichtet. Um 1785 war Bosem als ein adlig Gut und Kirchhof mit 23 Feuerstellen (Häusern) verzeichnet, welches zum Amtsbezirk Seehesten gehörte. Der Besitzer war zu dieser Zeit ein Hauptmann von Bredien. Bis 1871 war für Bosem die Bezeichnung Groß Bosem geläufig, in Abgrenzung zum benachbarten Klein Bosem, das dann in Waldhausen umbenannt wurde. Im Jahr 1785 wird Bosem als ein adliges Gut und Kirchdorf beschrieben, wo jährlich vier Markttage abgehalten werden.
1833 bestand der Ort nur noch aus zehn Häusern und 152 Einwohnern. Das hiesige Gut gehörte längere Zeit der ursprünglich zum polnischen Adel gehörenden Familie Suchodoilski, die später als derer von Suchodoletz in den preußischen Adel aufgenommen wurde. Um 1840 entwarf Peter Joseph Lenné einen Plan für die gesamte Gutsanlage, der jedoch nie verwirklicht wurde. Dafür realisierte man einen Entwurf von Johann Larass aus dem Jahr 1880. 1882 wurde die baufällige Kirche abgerissen und die evangelische Gemeinde Seehesten zugeordnet.
Im Jahre 1874 wurde Bosemb in den neu geschaffenen Amtsbezirk Weißenburg (heute polnisch: Wyszembork) eingegliedert, der zum Landkreis Sensburg im Regierungsbezirk Gumbinnen (heute russisch: Gussew), von 1905 bis 1945 im Regierungsbezirk Allenstein (heute polnisch: Olsztyn), in der preußischen Provinz Ostpreußen gehörte.
Um 1885 erbte der Rittmeister und spätere Reichstagsabgeordnete Ferdinand Rogalla von Bieberstein aus Baranowen das Rittergut Bosem von der Familie von Suchodoletz und behielt es bis zum Verkauf an die Ostpreußische Siedlungsgesellschaft im Jahr 1920. Zu diesem Zeitpunkt hatte der Gutsbezirk einen Flächeninhalt von 1406 ha, wovon 860 ha Ackerland, 146 ha Wiesen, zwei ha Weiden, 349 ha Holzungen und 49 ha Hofraum waren.
Das Gut verfügte über ein Vorwerk. Zur Gutswirtschaft gehörten eine Molkerei, eine Mühle, eine Ziegelei und ein Sägewerk. Dazu betrieb man die Zucht von Vollblutpferden und Herdbuchrindern. Einige der Wirtschaftsgebäude haben die Zeiten überstanden, ebenso die Schmiede und das Verwalterhaus mit Arkadenvorbau.
Das klassizistische Gutshaus von 1848 hat die beiden Weltkriege überdauert und wurde kürzlich renoviert; es beherbergt heute eine Schule. Dagegen wurden die prächtigen Bäume in der Zeit nach dem Zweiten Weltkrieg gefällt. Nur der Teich vor der großen, überdachten Terrasse des Gutshauses erinnert an die alte Konzeption.
Im Jahre 1910 zählte Bosem 385 Einwohner. 1911 wurde eine neue Dorfschule errichtet.
Aufgrund der Bestimmungen des Versailler Vertrags stimmte die Bevölkerung im Abstimmungsgebiet Allenstein, zu dem Bosemb gehörte, am 11. Juli 1920 über die weitere staatliche Zugehörigkeit zu Ostpreußen (und damit zu Deutschland) oder den Anschluss an Polen ab. In Bosemb stimmten 260 Einwohner für den Verbleib bei Ostpreußen, auf Polen entfielen keine Stimmen.
Am 30. September 1928 wurde der Gutsbezirk Bosem in die Landgemeinde Bosem umgewandelt. Zu diesem Zeitpunkt ergab eine offizielle Volkszählung 543 Einwohner. 1929 wurde Bosem in Bosemb umbenannt. Mit der Einführung der Deutschen Gemeindeordnung vom 30. Januar 1935 wurde die Landgemeinde Bosemb zur Gemeinde.
Bosemb wurde durch die Gründungsurkunde vom 24. Mai 1937 in die katholische Pfarrei Wilkendorf eingegliedert.
Am 3. Juni 1938 wurde Bosemb in Bussen umbenannt. 1939 wurden 518 Einwohner gezählt, die sich auf 111 Haushalte verteilten, darunter 61 mit Landbesitz.
Im Jahr 1945 gehörte Bussen zum Landkreis Sensburg im Regierungsbezirk Allenstein der preußischen Provinz Ostpreußen des Deutschen Reichs.
Vor Ende des Zweiten Weltkriegs wurde die Region Ermland-Masuren im Frühjahr 1945 von der Roten Armee besetzt. Nach Kriegsende wurde Bussen 1945 zusammen mit dem südlichen Ostpreußen von der Sowjetunion dem kommunistischen Regime der Volksrepublik Polen zur Verwaltung unterstellt. Die Ortschaft wurde nun „Boże“ genannt. Soweit die deutschen Einwohner nicht geflohen waren, wurden sie in der Folgezeit vertrieben; es wurde ihnen nicht erlaubt, in ihren Besitz zurückzukehren.
Das Dorf ist heute ein Ortsteil der Gmina Mrągowo (Landgemeinde Sensburg) im Powiat Mrągowski (Kreis Sensburg) der Woiwodschaft Ermland-Masuren (1975–1998 Woiwodschaft Olsztyn (Allenstein)). Boże ist Sitz des zusammengefassten Schulzenamt Boże zusammen mit Boże Małe (Waldhausen) und Brodzikowo (Marienhof).

### Demographie
| Jahr | Einwohnerzahl | Anmerkungen |
| 1782 | –             | 23 Feuerstellen (Haushaltungen) |
| 1818 | 156           | Kirchdorf und Hauptgut |
| 1867 | 338           | am 3. Dezember im Rittergut und Marktort |
| 1871 | 336           | am 1. Dezember, davon 321 Evangelische und 15 Katholiken |
| 1910 | 385           | am 1. Dezember, davon 355 mit deutscher Muttersprache (350 Evangelische, fünf Katholiken), 21 mit polnischer Muttersprache (sämtlich Katholiken) und fünf mit masurischer Muttersprache (sämtlich Evangelische), vier Einwohner sprechen Deutsch und eine andere Sprache |
| 1933 | 525           | [ 12 ] |
| 1939 | 502           | [ 12 ] |

## Kirche

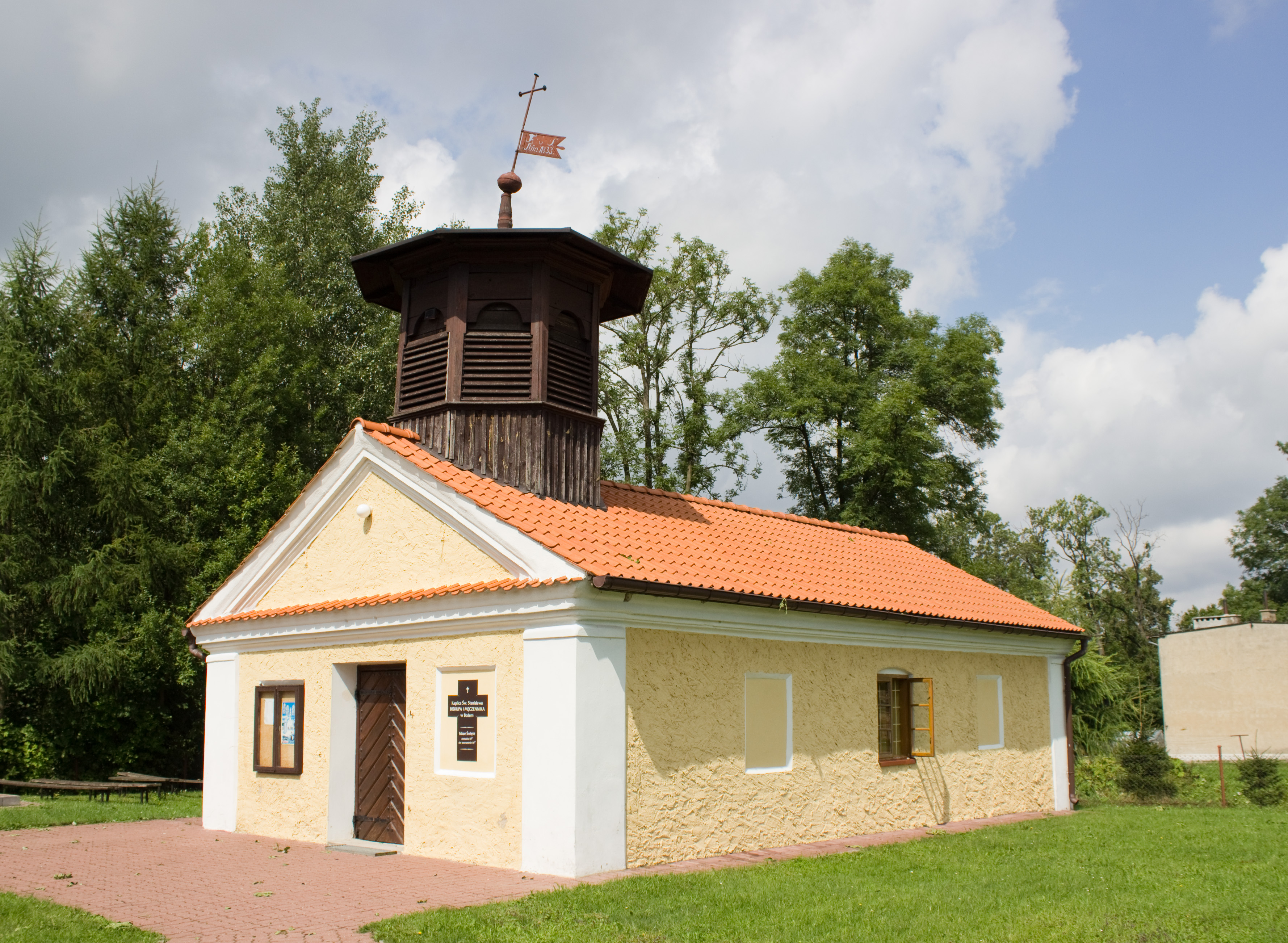
St.-Stanislaus-Kapelle in Boże

Vor 1945 lebte eine überwiegend evangelische Bevölkerung in Bussen. Das Dorf war in das Kirchspiel der Kirche Seehesten (heute polnisch Szestno) eingepfarrt, das zum Kirchenkreis Sensburg (heute polnisch: Mrągowo) in der Kirchenprovinz Ostpreußen der Evangelischen Kirche der Altpreußischen Union gehörte. Bosemb selbst war bis 1822 eine selbständige Kirchengemeinde und behielt bis zuletzt eine eigene Kapelle für die Gottesdienste.
Heute ist die Einwohnerschaft von Boże fast ausnahmslos katholisch. Die einstige evangelische Kirche in Seehesten und heutige katholische Kirche in Szestno ist die zuständige Pfarrkirche, jetzt im Dekanat Mrągowo I im Erzbistum Ermland der Katholischen Kirche in Polen. Hier lebende evangelische Kirchenglieder gehören jetzt zur Pfarrei in Mrągowo in der Diözese Masuren der Evangelisch-lutherischen Kirche in Polen.

## Persönlichkeiten
- Udo Lattek (* 16. Januar 1935 in Bosemb; † 31. Januar 2015), deutscher Fußballspieler und -trainer, lebte bis 1945 in seinem Geburtsort